# Осквернитель праха
«Осквернитель праха» (англ. Intruder in the Dust) — роман американского писателя Уильяма Фолкнера, опубликованный в 1948 году.
Главный герой романа — Лукас Бичем (Beauchamp), темнокожий фермер, ошибочно обвиняемый в убийстве белого человека. Он освобождён благодаря усилиям белого и темнокожего подростков и старой девы, происходящей из знатной семьи юга США. Книга — своего рода ответ Фолкнера как писателя с юга США на расовые проблемы, с которыми сталкивается Юг. В своих «Избранных письмах» Фолкнер писал: «белые люди на Юге, ещё прежде Севера или правительства или кого-либо, должны и обязаны нести ответственность перед неграми…».
В 1949 году режиссёром Кларенсом Брауном по роману был снят одноимённый фильм, MGM заплатили Фолкнеру 50 000 долларов за права на экранизацию. Фильм был снят в Оксфорде, штат Миссисипи, родном городе Фолкнера.
Большая часть повествования в романе ведётся в виде потока сознания. Роман также включает в себя длинные пассажи о Гражданской войне в США, один из которых цитировал историк Шелби Фут (en:Shelby Foote) в документальном фильме Кена Бернса The Civil War.
Персонажи Лукас Бичем и его жена Молли впервые появились в сборнике рассказов Фолкнера «Сойди, Моисей». Рассказ Фолкнера «Лукас Бичем», отвергнутый издателями в 1948 году, был опубликован впервые в 1999 году.
На следующий год после издания романа Фолкнер получил Нобелевскую премию по литературе, не за конкретный роман, а в целом за «значительный и художественно уникальный вклад в развитие современного американского романа».

## Наследие
Американский писатель Уилли Моррис (en:Willie Morris) в качестве эпиграфа к автобиографии цитировал слова персонажа романа Гэвина Стивенса: «Прошлое никогда не умирает. Оно даже не прошлое».